# 龙门乡 (黄山市)
龙门乡，是中华人民共和国安徽省黄山市黄山区下辖的一个乡镇级行政单位。

## 行政区划
龙门乡下辖以下地区：
龙门村、龙源村、轮渡村、秀湖村和麻川村。